# Saint-Georges-sur-Loire
Saint-Georges-sur-Loire là một xã thuộc tỉnh Maine-et-Loire trong vùng Pays de la Loire phía tây nước Pháp. Xã này nằm ở khu vực có độ cao trung bình 20 mét trên mực nước biển.

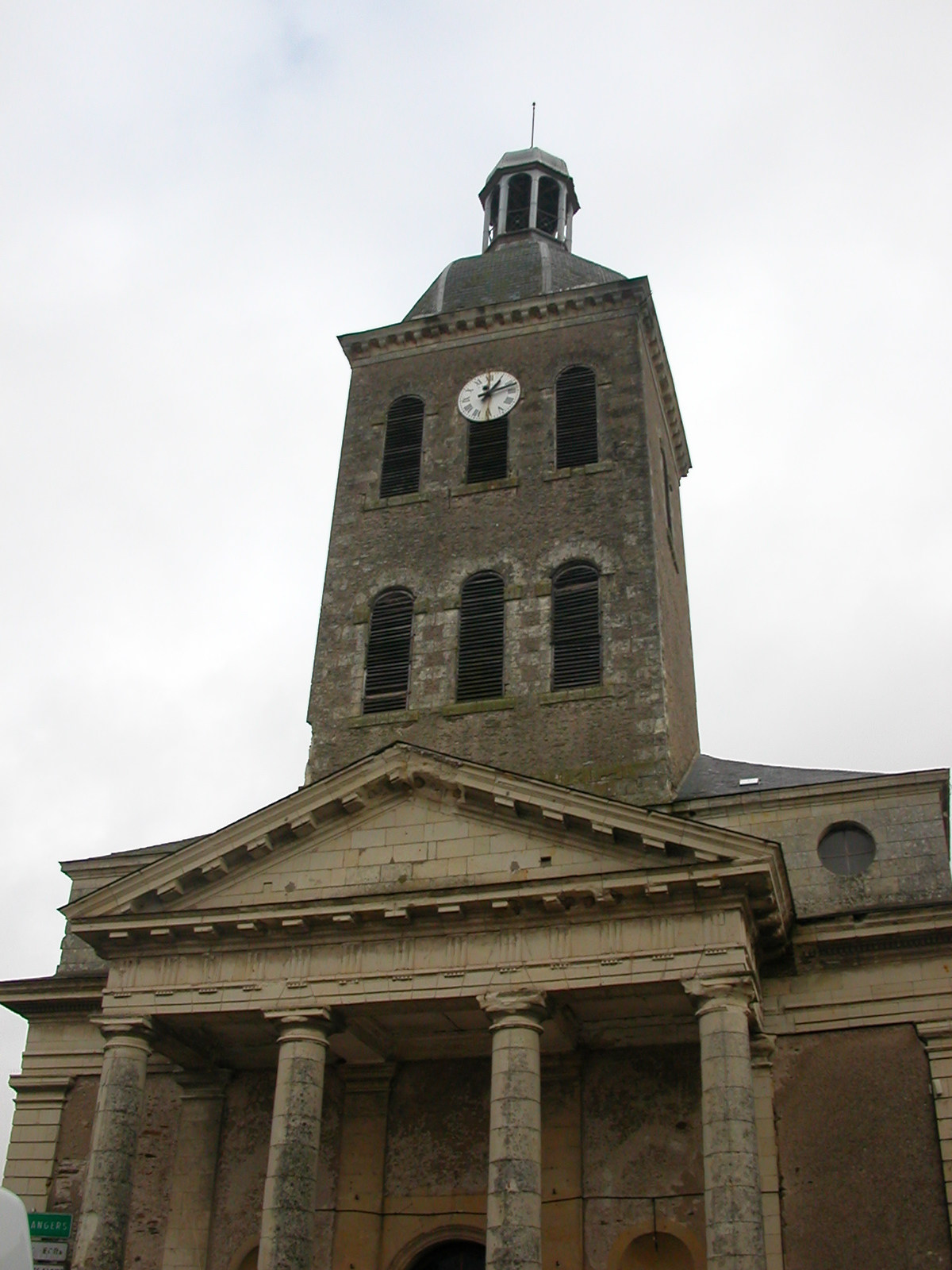
Nhà thờ thánh George